# 水上武
水上 武（みなかみ たけし、1909年6月20日 - 1985年9月8日）は、日本の火山学者。理学博士。東京大学名誉教授。

## 人物
富山県高岡市出身。高岡信用金庫理事長を務めた水上良作の子として生まれる。東京帝国大学理学部地震学科を1934年に卒業。火山噴火予知研究等において世界的な業績を残した火山学者であり、火山物理学の権威である。中でも、東京大学地震研究所の浅間火山観測所に勤め始めて以来、浅間山の噴火予知の業績は世界的に知られる。1967年4月より東京大学地震研究所の所長を務めたが、東大紛争のため翌年に辞任。1981年日本学士院会員となった。

## 受賞歴
- 日本学士院賞（1956年）
- 勲二等瑞宝章（1981年）
- コロンビア共和国ボヤカ勲章 [1]

## 著書
- 『地震と火山 私たちの理科教室』国民図書刊行会、1948年